# Northwood Hills (Metropolitano de Londres)
Northwood Hills é uma estação do Metrô de Londres na linha Metropolitan em Northwood, no Noroeste de Londres entre as estações Northwood e Pinner e está na Zona 6 do Travelcard.

## História
A estação foi inaugurada em 13 de novembro de 1933. Houve um concurso para o nome e Northwood Hills, sugerido por uma mulher de North Harrow, foi o vencedor. A área é mais baixa que Northwood, apesar do nome.

## Serviços
Na direção norte, a estação é servida pelos trens para Watford (4tph), Amersham (2tph) e Chesham (2tph). Na direção sul, os serviços fora dos horários de pico geralmente funcionam em 2tph para Wembley Park, 4tph para Baker Street e 4tph para Aldgate.

## Conexões
As rotas 282, H11 dos ônibus de Londres (alinhada em Northwood Hills Circus) e H13 atendem a estação.

## Galeria

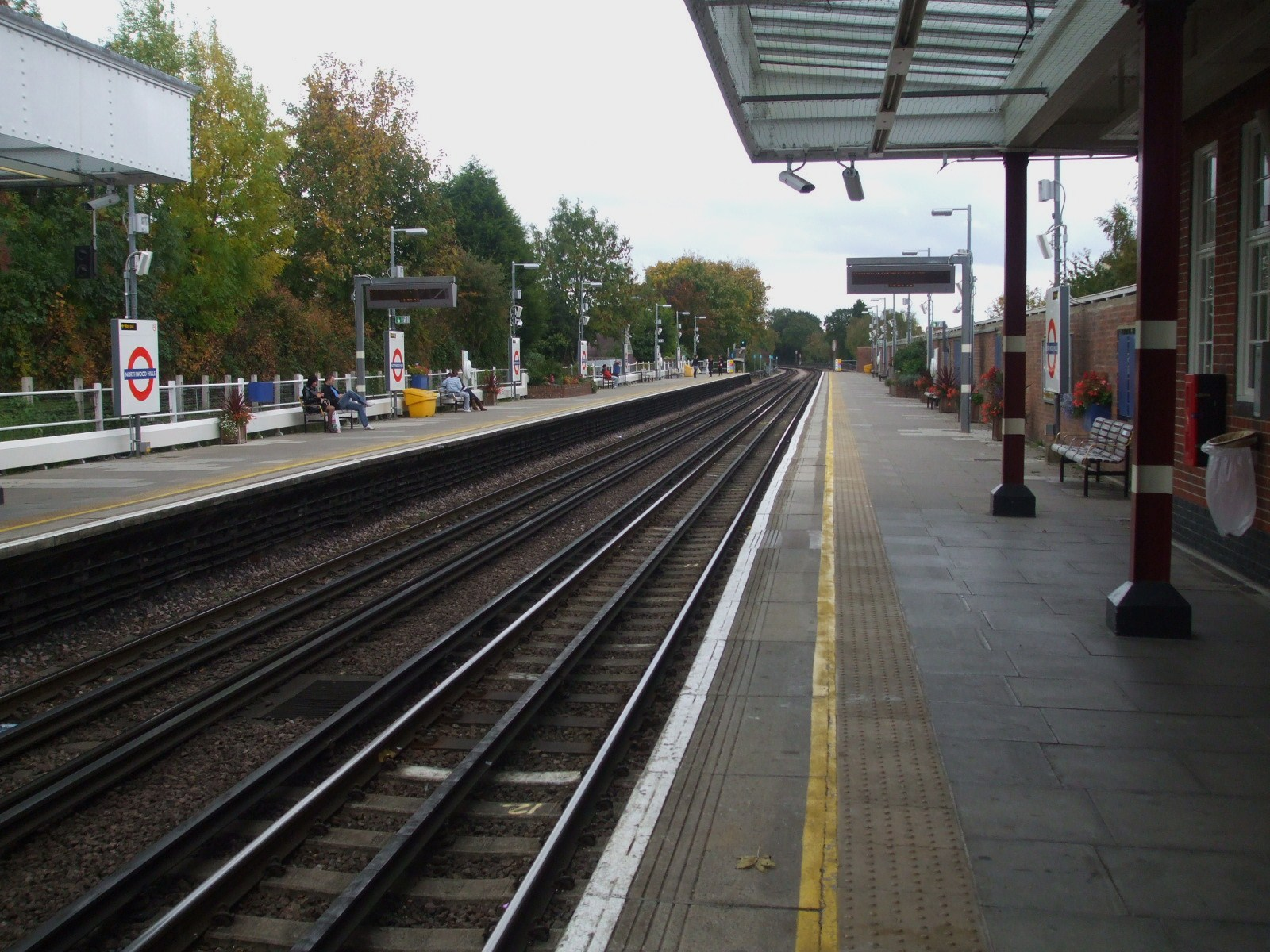
Plataforma norte voltada para o leste
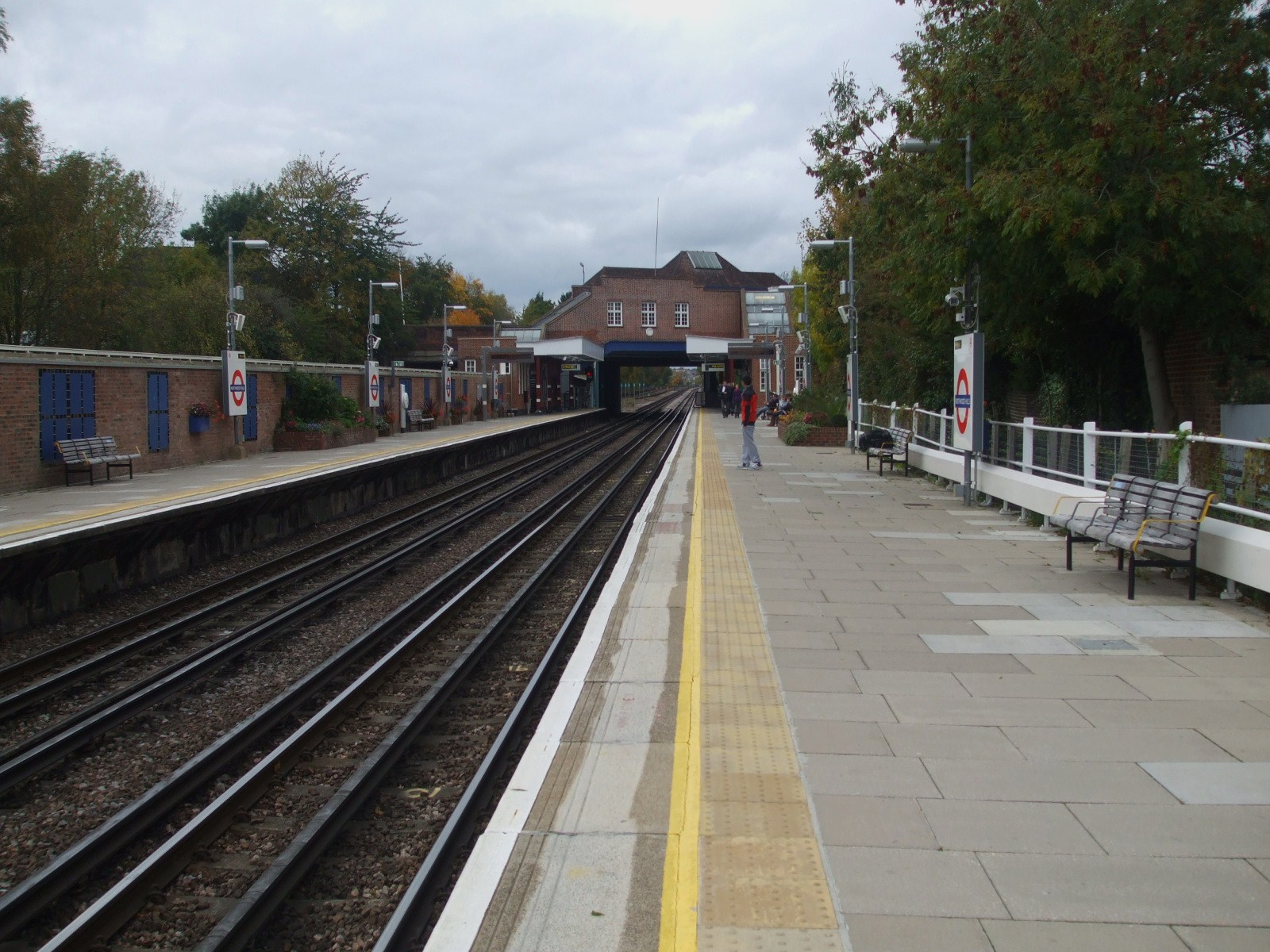
Plataforma sul externa para oeste
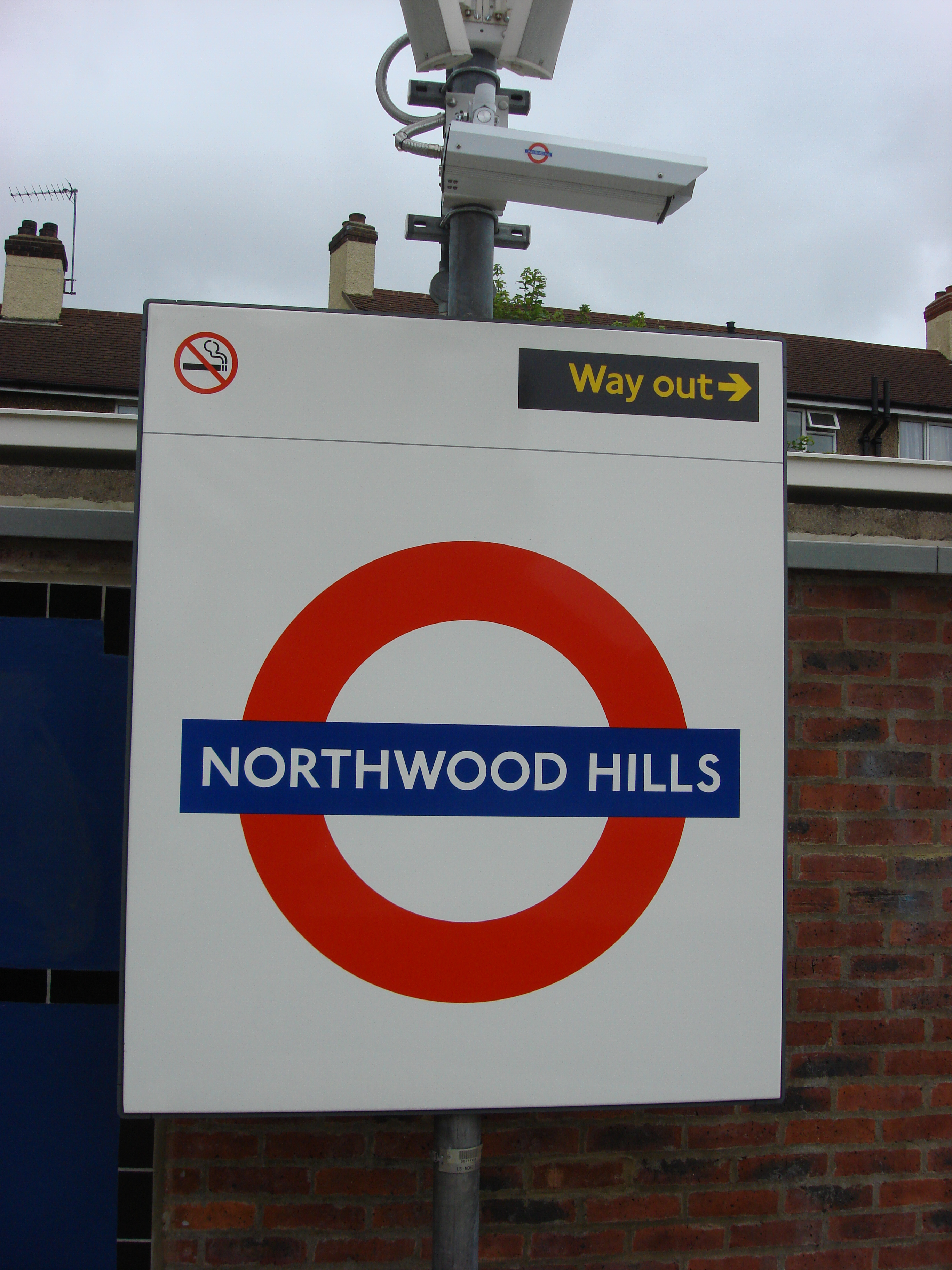
Rodada da plataforma da estação